# Kap Lyttelton
Das Kap Lyttelton ist ein Kap an der Shackleton-Küste der antarktischen Ross Dependency. Am Westrand des Ross-Schelfeises bildet es die südliche Begrenzung des Shackleton Inlet. 
Entdeckt wurde es im Dezember 1902 im Rahmen der Discovery-Expedition (1901–1904) von der dreiköpfigen Südgruppe unter der Leitung des britischen Polarforschers Robert Falcon Scott, der es nach dem neuseeländischen Hafen Lyttelton benannte, wo der Expedition großzügig geholfen worden war.